# Bayonne
Bayonne (occitană și bască: Baiona) este un oraș în sudul Franței, sub-prefectură a departamentului Pyrénées-Atlantiques, în regiunea Noua Aquitania.

## Personalități născute aici
- Marguerite Émilie Chalgrin (1760 - 1794), pictoriță;
- Michel Camdessus (n. 1933), economist.